# Yoshio Koizumi
Yoshio Koizumi (小泉 佳穂 Koizumi Yoshio?, Tokio, 5 de octubre de 1996) es un futbolista japonés que juega como defensa en el Kashiwa Reysol de la J1 League.

## Trayectoria
En 2019 se unió al F. C. Ryukyu.

### Clubes
| Club               | País  | Año       |
| ------------------ | ----- | --------- |
| F. C. Ryukyu       | Japón | 2019-2020 |
| Urawa Red Diamonds | Japón | 2021-2024 |
| Kashiwa Reysol     | Japón | 2025-     |

## Palmarés

### Títulos nacionales
| Título             | Club               | País  | Año  |
| ------------------ | ------------------ | ----- | ---- |
| Copa del Emperador | Urawa Red Diamonds | Japón | 2021 |
| Supercopa de Japón | Urawa Red Diamonds | Japón | 2022 |

### Títulos internacionales
| Título                      | Club               | País  | Año  |
| --------------------------- | ------------------ | ----- | ---- |
| Liga de Campeones de la AFC | Urawa Red Diamonds | Japón | 2022 |